# Onthophagus anceyi
Onthophagus anceyi là một loài bọ cánh cứng trong họ Bọ hung (Scarabaeidae).